# Александров, Борис Викторович
Бори́с Ви́кторович Александро́в (13 ноября 1955, Усть-Каменогорск — 31 июля 2002, Усть-Катавский городской округ, Челябинская область) — советский и казахстанский хоккеист и тренер. Мастер спорта СССР международного класса (1976). Заслуженный тренер Республики Казахстан, Заслуженный деятель Казахстана.

## Карьера

### Игрока
Первые шаги в хоккее сделал во дворе в 8 лет. В 1969 году в Усть-Каменогорске был открыт ледовый дворец спорта. Александров начал заниматься у тренера Юрия Тархова в группе до 16 лет. В 16 лет начал привлекаться к играм основного состава местного «Торпедо». В марте 1973 года в Усть-Каменогорск на товарищеские матчи приехал ЦСКА, и Александров произвёл впечатление на играющего тренера армейцев Анатолия Фирсова. Летом 1973 года получил приглашение и переехал в Москву. Главным образом выходил в звене с Владимиром Викуловым и Виктором Жлуктовым.
Победитель первых неофициальных розыгрышей молодёжного чемпионата мира в 1974 и 1975 годах.
11 ноября 1975 года, в матче с Чехословакией, дебютировал в главной сборной СССР.
В декабре 1975 — январе 1976 участвовал в первой Суперсерии  между хоккеистами СССР и Национальной хоккейной лиги (НХЛ) на уровне клубов.
31 декабря 1975 года принял участие в легендарном «величайшем матче в истории хоккея» «Монреаль Канадиенс» — ЦСКА (3:3). В этом матче забросил третью шайбу армейцев, позволившую ЦСКА уйти от поражения.
В феврале 1976 стал олимпийским чемпионом.
В 1976 году участвовал в Кубке Канады.
Вспоминает Владислав Третьяк:
«Канадцы считали открытием суперсерии Бориса Александрова. Ну, для нас-то он не был никаким открытием. Еще года два назад на тренировках Борис забивал мне больше шайб, чем даже Харламов. Он праворукий – к такому форварду нам, вратарям, очень трудно приспособиться. Кроме того, он, безусловно, одарен от природы и настойчив. На льду Александров беспрерывно импровизировал, все время «гнул» свою хитроумную линию, а заметив малейшую щель в воротах, бросал без промаха. Этот хоккеист мог бы стать достойной заменой Валерию Харламову. Мог бы… Но увы. Постоянные нарушения дисциплины помешали развиться его таланту».
В 1977 году главным тренером ЦСКА и сборной СССР был назначен Виктор Тихонов. Александров не скрывал, что Тихонов не является для него беспрекословным авторитетом. Тренеру не нравились своенравный характер хоккеиста и нередкие нарушения режима.
Тихонов о конфликте:
«О Борисе Александрове заговорили рано. Авансов ему было выдано столько, что их могло бы хватить на целую команду. О нём говорили как о явлении в хоккее.
Борис был действительно самобытным спортсменом. Но он не сумел справиться с быстро пришедшей к нему известностью. Не прошёл испытания «медными трубами», не одолел искусов, связанных с популярностью и успехами. Александров неверно оценил своё место в спорте, свою роль в команде, поддержку тренеров и партнеров.
Начав работать с командой, вплотную познакомившись с хоккеистами, я увидел, что Борис — парень, безусловно, одарённый, талантливый, но уж очень избалованный и не то что капризный, скорее, просто вздорный. Боюсь, что уже таким он попал в ЦСКА…

В лучшие годы Александрову были свойственны необычная обводка, смелость, игровая сметка. Его напористость и удачливость бросались в глаза. Впрочем, в глаза бросались и его грубость, хамство, откровенная неприязнь к соперникам».
7 февраля 1977 года в матче ЦСКА — «Спартак» без какой-либо игровой необходимости грубо толкнул на борт спартаковца Валентина Гуреева, в результате чего тот получил черепно-мозговую травму и был госпитализирован. 9 февраля в «Советском спорте» появилась разгромная статья Дмитрия Рыжкова об Александрове «Удар в спину». Хоккеист был условно дисквалифицирован до конца сезона. В сезоне 1977/78 новый наставник армейцев Виктор Тихонов нередко выводил Александрова из основного состава ЦСКА, отправлял тренироваться в молодёжную команду. Хоккеист так вспоминал о развязке этого конфликта:
«В 1979 году мы играли в Ленинграде парные игры со СКА. Отыграли первую встречу. И вот стою я на ступеньках гостиницы и разговариваю со своей тогдашней ленинградской подружкой — фигуристкой Мариной Леонидовой. Время — минут пятнадцать двенадцатого. Подъезжает Виктор Васильевич: ах ты, такой-сякой, завтра игра, а ты тут с проститутками стоишь… Ну я и ответил ему в том же духе, тоже не в очень приличной форме. В общем, на следующий день собрание — меня в Москву отправляют. Я обиделся, в Москву не поехал, остался в Ленинграде дня на четыре. А когда вернулся, узнал, что играю уже в СКА МВО».
Борис Кулагин, работавший с Александровым ещё в сборной СССР, договорился с руководством ЦСКА об увольнении из армии, пригласил его в московский «Спартак». В первом же сезоне тройка, в которой вместе с Александровым играли Виктор Шалимов и Аркадий Рудаков, получила приз «Три бомбардира». Далее у него начались проблемы с дисциплиной и конфликты с тренерами. Сезон 1981/1982 Александров пропустил почти весь из-за тяжёлой травмы — перелома.
В это время усть-каменогорское «Торпедо» возглавил только что закончивший игровую карьеру Виктор Семыкин. На его предложение вернуться в родную команду Александров ответил согласием и провёл за «Торпедо» шесть сезонов. Команда с ним проделала путь из середняков первой лиги в высшую лигу СССР. Тройка Борис Александров — Андрей Соловьёв — Игорь Кузнецов до сих пор по праву считается сильнейшей в истории усть-каменогорского хоккея.
В сезоне 1987/88 вместе с Игорем Кузнецовым завоевал приз «Рыцарю атаки» журнала «Советский воин» (за наибольшее число хет-триков, 3+3).
Заканчивал карьеру в Европе, где играл в Италии и Венгрии.
После ухода из хоккея поселился в Москве, открыл своё дело (СТО). В свободное время играл за студенческую команду «Алиса», принадлежавшую одноимённой товарной бирже, а также за команду ветеранов «Звёзды России». В 1994 снова вернулся в «Торпедо», где выступал в качестве играющего тренера.
В чемпионатах СССР и МХЛ участвовал в 400 матчах и забил 177 голов.

### Тренера
Окончил Усть-Каменогорский педагогический институт (1978), преподаватель.
В сезоне 1995/96 назначен главным тренером «Торпедо» (Усть-Каменогорск) и возглавил сборную Казахстана. Наибольшего успеха главная команда страны, составленная из игроков усть-каменогорского «Торпедо», под его руководством достигла в 1998 году на Олимпиаде в Нагано (5-е место), где добилась права выступать в группе «А».
До июля 2002 года был главным тренером усть-каменогорской команды «Казцинк-Торпедо» и сборной Казахстана.

## Достижения
- Олимпийский чемпион  (Инсбрук) — 1976 (3 игры, 2 шайбы)
- Чемпион СССР (3) — 1975, 1977, 1978
- Серебряный призёр чемпионатов СССР (2) — 1976, в составе ЦСКА и 1981 в составе «Спартак» (Москва).
- Бронзовый призёр чемпионата СССР 1980 в составе «Спартак» (Москва)
- Обладатель Кубка СССР — 1977
- Финалист Кубка СССР — 1976
- Участник Кубка Канады — 1976 (5 игр, 2 шайбы)
- Участник Суперсерии 1975/1976
- В сборной СССР (1975—1977) — 29 матчей, забросил 9 шайб[8].
- В сборной Казахстана (1995) — 4 матча, 2 шайбы
- Чемпион мира среди молодёжи (2) — 1974, 1975
- Серебряный призёр Спартакиады дружественных армий: 1977[9]
- Победитель «Мемориала памяти хоккеистов команды ВВС» — 1976[10]

## Гибель
Погиб 31 июля 2002 года в автокатастрофе на 47-м году жизни у города Усть-Катав (на трассе Уфа — Челябинск). На месте гибели стоит памятник в виде хоккейной шайбы с фотографией Александрова. Похоронен в Москве на Митинском кладбище (уч. 162а).

## Личная жизнь
Первая жена — Эльвира Крючкова, дочь Николая Крючкова. Дочь Екатерина.
Вторая жена — Жанна Вараздатовна. Сыновья — Алан (1980—2004, погиб в автомобильной катастрофе) и Виктор (1985) — хоккеисты.
Дочь — Валерия Соловарова (2001).

## Память
- С 2003 года в Усть-Каменогорске проходит ежегодный открытый турнир по хоккею с шайбой среди любителей и ветеранов, посвященный памяти Б. Александрова[16].
- 13 ноября 2005 года, в день пятидесятилетия Александрова, в Усть-Каменогорске, на доме № 3 по проспекту Независимости (бывш. Ленина), где жил и рос хоккеист, была установлена мемориальная доска в его память. Так же в этом дворе сохранилась хоккейная коробка, на которой он начинал тренироваться[17].
- С 2010 года Ледовый дворец спорта в Усть-Каменогорске, в котором он столько играл и тренировал, носит имя Бориса Александрова[18].
- 26 мая 2019 года во время чемпионата мира был введен в Зал славы ИИХФ[19].

Александров — один из трех советских хоккеистов — олимпийских чемпионов, так и не получивших звания заслуженного мастера спорта. Двумя другими являются чемпион Олимпиады-1956 Виктор Никифоров и Евгений Белошейкин, заявленный на ОИ-1988, но не сыгравший из-за травмы.